# Chatham (New Hampshire)
Pour les articles homonymes, voir Chatham.
Chatham est une ville du comté de Carroll, dans l'État du New Hampshire, aux États-Unis. En 2010, sa population est de 337 habitants.